# Терещенки (Полтавський район)
Терещенки́ —  село в Україні, у Великорублівській сільській громаді Полтавського району Полтавської області. Населення становить 62 осіб. До 2020 орган місцевого самоврядування — Козлівщинська сільська рада.

## Географія
Село Терещенки примикає до села Касяни, на відстані 1 км знаходяться села Козлівщина та Глобівка. Поруч проходить автомобільна дорога Т 1707.

## Населення

### Мова
Розподіл населення за рідною мовою за даними перепису 2001 року:
| Мова       | Кількість | Відсоток |
| ---------- | --------- | -------- |
| українська | 59        | 95.16%   |
| російська  | 3         | 4.84%    |
| Усього     | 62        | 100%     |

## Історія
12 червня 2020 року, відповідно до розпорядження Кабінету Міністрів України № 721-р «Про визначення адміністративних центрів та затвердження територій територіальних громад Полтавської області», село увійшло до складу Великорублівської сільської громади.
19 липня 2020 року, в результаті адміністративно - територіальної реформи та ліквідації  Котелевського району, село увійшло до складу новоутвореного Полтавського району.